# Josephine Elizabeth Tilden

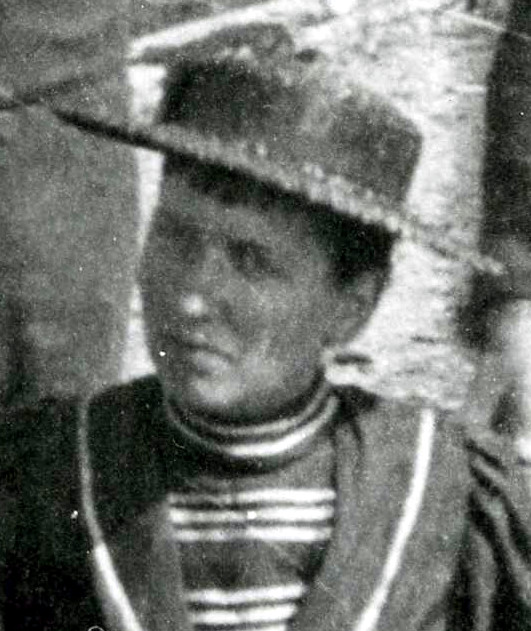
Josephine Tilden

Josephine Elizabeth Tilden (* 24. März 1869 in Davenport, Iowa, Vereinigte Staaten; † 15. Mai 1957 in Florida, Vereinigte Staaten) war eine US-amerikanische Botanikerin, Illustratorin und Hochschullehrerin. Sie war die erste Wissenschaftlerin an der University of Minnesota und eine der ersten Phykologinnen Nordamerikas. Sie war Professorin an der University of Minnesota und gründete die Minnesota Seaside Station auf Vancouver Island. Sie erlangte weltweite Bekanntheit für ihre Studien pazifischer Algen.
Ihr botanisches Autorenkürzel lautet „Tilden“.

## Leben und Werk

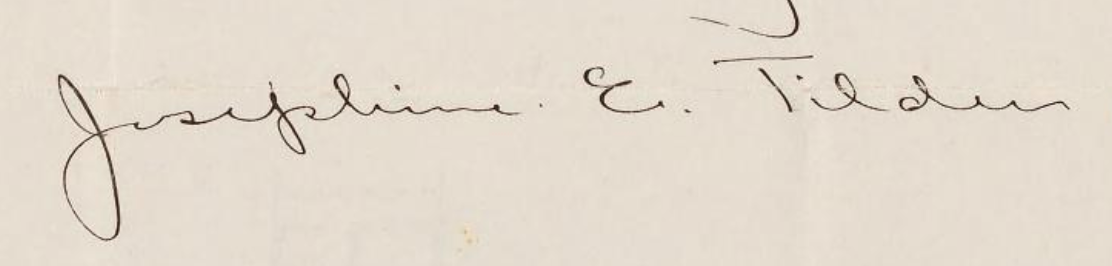
Unterschrift von Josephine E. Tilden, 1898

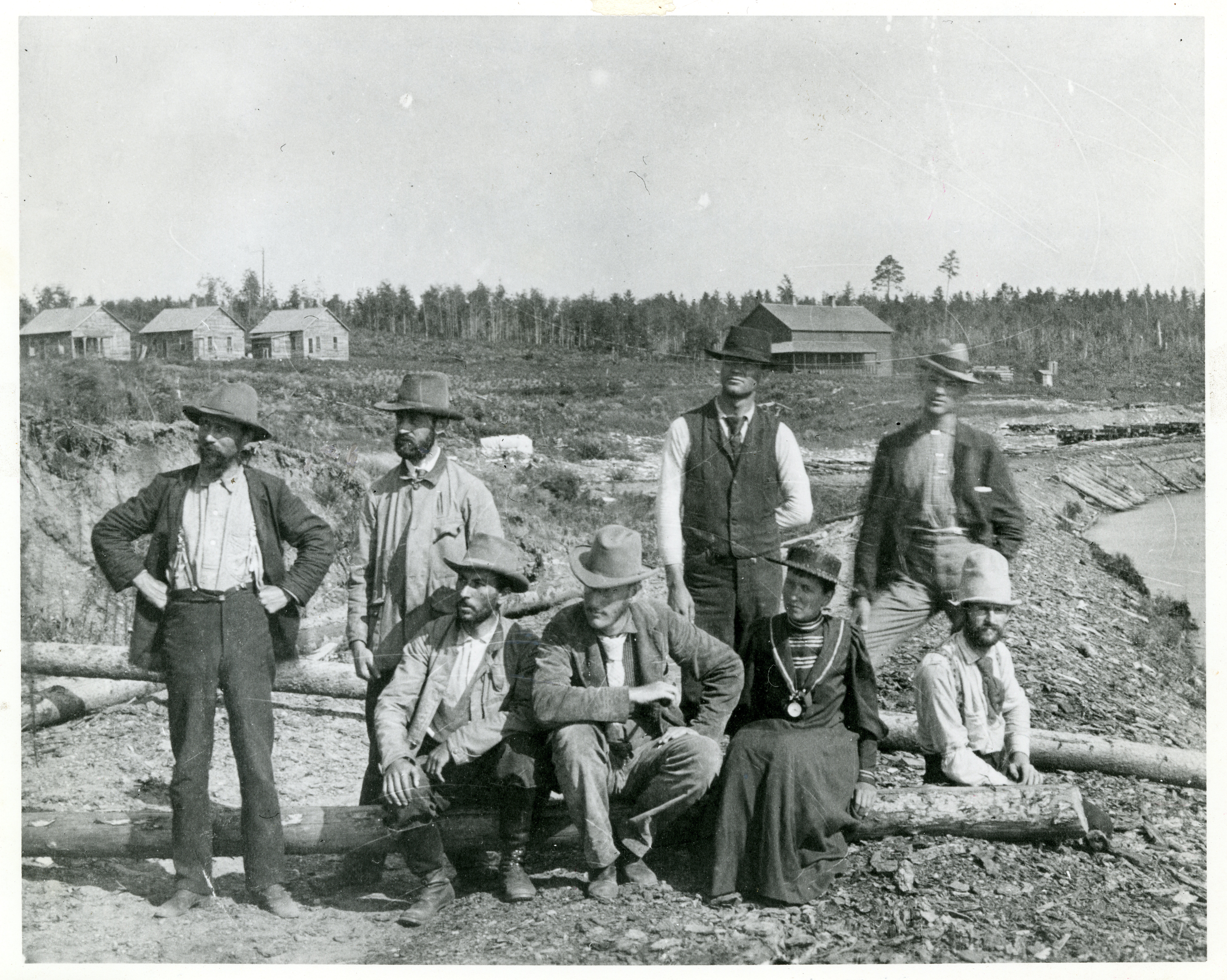
Josephine Tilden mit Kollegen bei der Gull Lake Expedition im Sommer 1893. Neben Tilden sitzt der Botanikprofessor Conway MacMillan, 1893

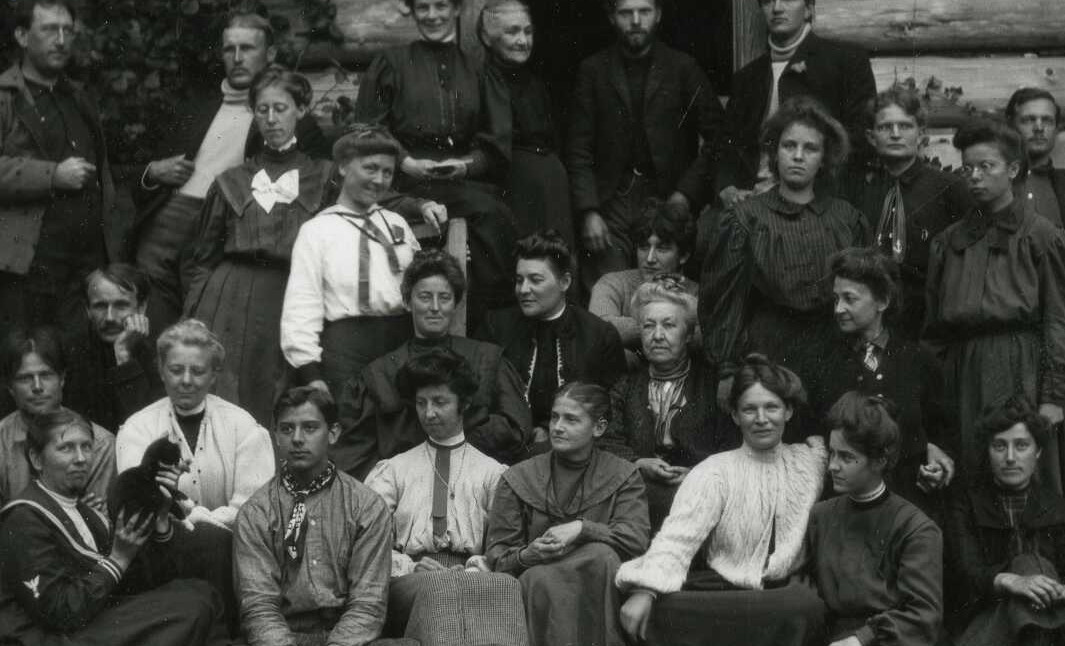
Gruppenbild an der Minnesota Seaside Station. Tilden sitzt unten links

Tilden war die einzige Tochter von Elizabeth Phillips und Henry Tilden. Schon in jungen Jahren zeigte sie großes Interesse an Pflanzen und veröffentlichte noch vor ihrem Studienbeginn einen Artikel über die lokale Vegetation. 1895 erwarb sie einen Bachelor-Abschluss in Botanik an der University of Minnesota und 1897 schloss sie dort ihr Masterstudium ab. Anschließend wurde sie zur Assistenzprofessorin in der Abteilung für Botanik ernannt. Während ihres Studiums begeisterte sie sich für die Phykologie und beschloss die wenig bekannten Algen entlang der Pazifikküste zu studieren. Sie konzentrierte sich auf die Organismen, auf Vancouver Island, einem Gebiet an der Westküste Kanadas, das zur Provinz British Columbia gehört. Die Universität erklärte sich bereit, Dozenten und Ausrüstung bereitzustellen, nicht jedoch die finanziellen Mittel. Tilden und ihr Mentor Professor Conway MacMillan, der Leiter der Abteilung für Botanik, und Studenten übernahmen die Finanzierung.

## Minnesota Seaside Station

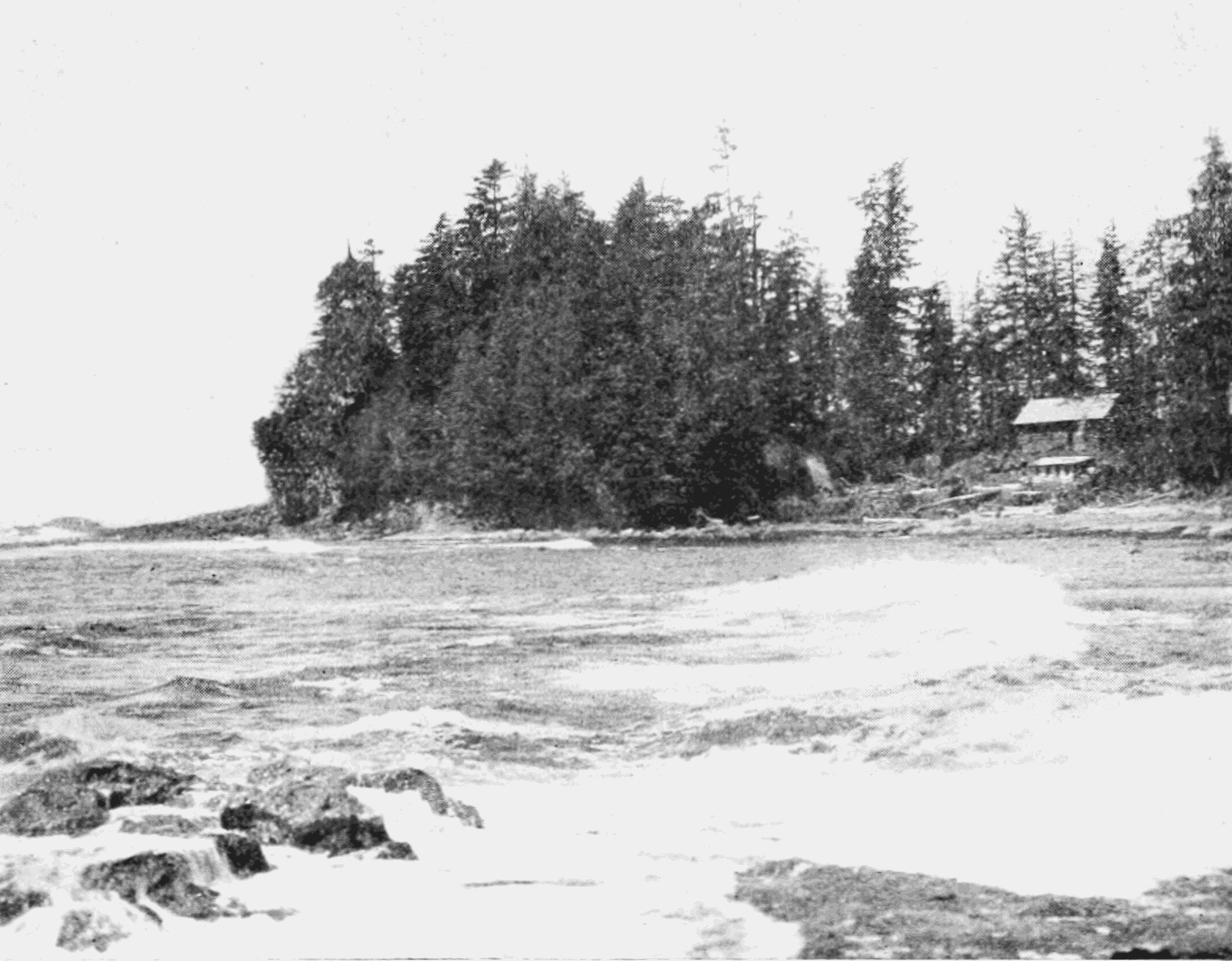
Seaside Station

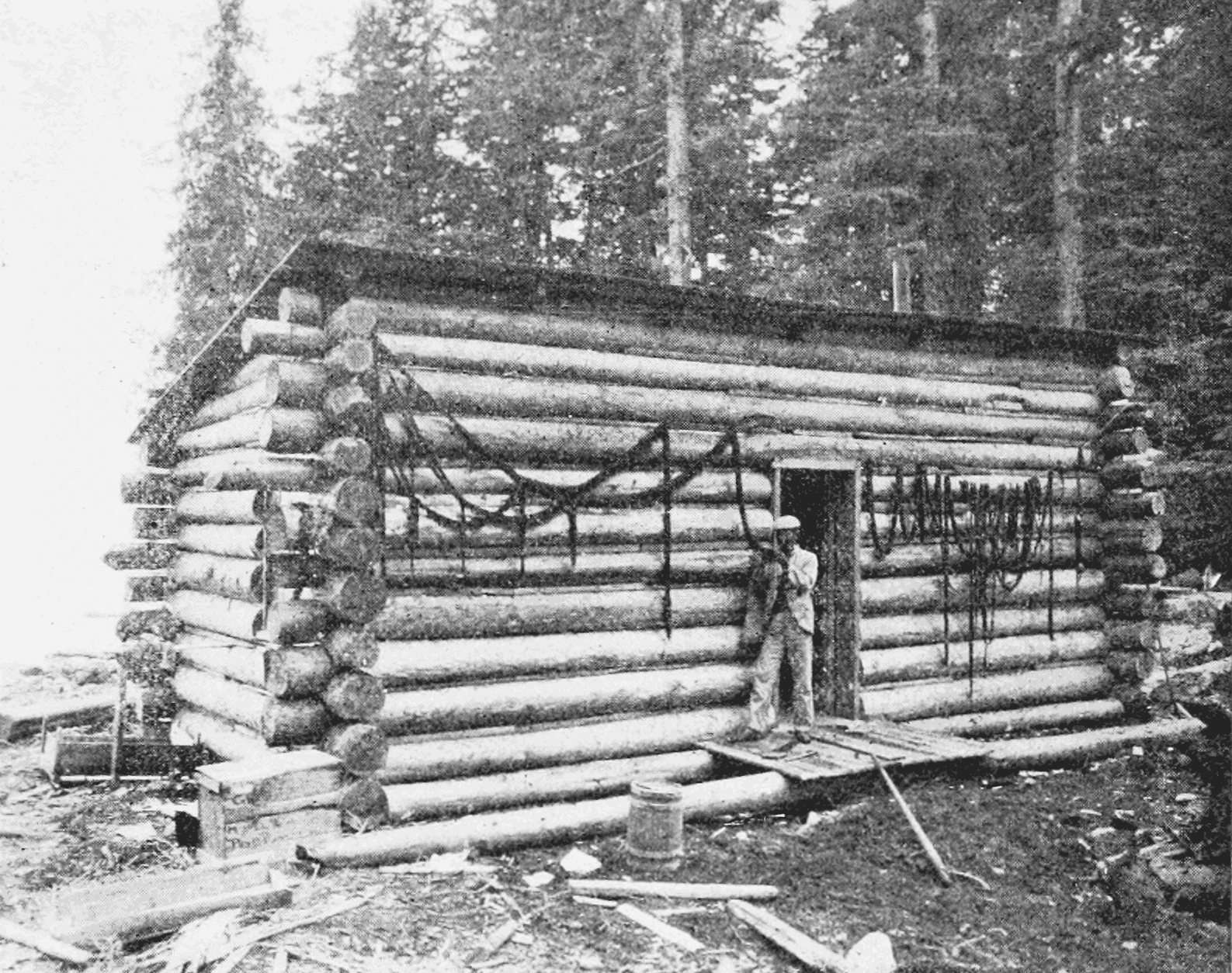
Eines der Gebäude der Minnesota Seaside Station mit Egregia- und Nereocytis-Algen, die über die Baumstämme drapiert sind

1898 reiste Tilden nach Vancouver, um Thomas Baird zu treffen, der ein Grundstück besaß, das die junge Forscherin als Ausgangspunkt für ihr Projekt interessierte. Der gewählte Standort war ein kleiner, verlassener Strand auf Vancouver Island, etwa 100 Kilometer westlich des Festlands. Zu der Insel reiste Tilden mit einem Kanu in Begleitung ihrer Mutter, wie es damals üblich war, da Frauen nicht alleine reisen durften. Am 4. August 1898 erreichten sie die Küste und verbrachten vier Tage an diesem Strand und sammelte Proben. 1901 wurde an dem von Tilden ausgewählten Küstengebiet, das als Botanical Beach bekannt ist und heute Juan de Fuca Provincial Park heißt, eine Meeresstation gegründet. Obwohl es eine Erweiterung der Botanikabteilung der University of Minnesota war, entwickelte sich zu einem Bildungszentrum für Studiengänge wie Geologie, Zoologie, Algologie und Lichenologie.
1902 veröffentlichte Conway MacMillan eine ausführliche Beschreibung der neuen Station und mit dem Zustrom von Studenten und Lehrkräften verwandelte sich die Marinestation in eine Art Lager für Botanik-Enthusiasten, die an der Erforschung pazifischer Algen interessiert waren.
Streitigkeiten innerhalb der Universität über die Finanzierung und die Kosten der Ausstattung führten 1906 nach wütendem Protest zum Rücktritt von MacMillan. Tilden konnte die Station bis zum Sommer 1907 offen halten und gab sie schließlich auch auf. Als Grund nannte die University of Minnesota, dass sich das Grundstück in Kanada befinde und es nach Ansicht der Institution nicht angebracht sei, ein Forschungszentrum im Ausland zu unterhalten.

## Erfolgreiche Expeditionen

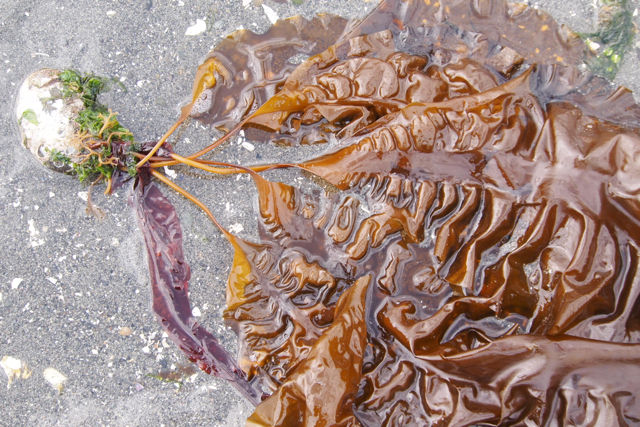
Pleurophycus gardneri oder Breitrippentang, ursprünglich beschrieben von Josephine Tilden

Ab 1899 nutzte Tilden die Wintermonate, um eine Reihe von Reisen über den Pazifik zu unternehmen und erweiterte so ihre Algensammlung. Insgesamt unternahm sie 13 Reisen zu Stränden und Küsten von Japan bis Tahiti, Australien, Neuseeland und Hawaii. Von 1909 bis 1910 organisierte sie eine Expedition in den Südpazifik, begleitet von Ethel Winifred B. Chase (1877–1949), Professorin und Dekanin der Fakultät für Botanik an der Wayne State University, und der Botanikerin Bernice Lelan. Den drei Frauen gelang es, eine wissenschaftlich bedeutsame Sammlung botanischer Exemplare aus dem Südpazifik zusammenzutragen.
1910 war Tilden bereits eine führende Expertin für Algen und eine internationale Autorität auf dem Gebiet der Phykologie der Pazifikküste. Und obwohl sie nie promovierte, erhielt sie eine Vollzeitstelle als Dozentin an ihrer Universität. Im selben Jahr veröffentlichte sie ihr erstes Buch mit dem Titel Algae of Minnesota. In den folgenden Jahren setzte Tilden ihre Reisen nach Australien, Neuseeland und Tahiti fort. Während dieser zahlreichen Reisen sammelte sie eine große Vielfalt pazifischer Algenproben, die sie dem Herbarium der University of Minnesota hinzufügte. Darüber hinaus stellte sie eine umfassende Bibliographie mit Schriften über Algen aus aller Welt zusammen und veröffentlichte sie im Index Algarum Universalis.
Sie untersuchte nicht nur pazifische Algen in verschiedenen Breitengraden. Er untersuchte auch Süßwasseralgen in Seen in der Nähe von Minnesota. 1935 veröffentlichte sie eine Studie über Algen und ihre Lebensbeziehungen mit dem Titel The Algae and Their Life Relations, die erste wissenschaftliche Arbeit eines amerikanischen Experten, in der die Merkmale der Meeres- und Süßwasserflora beschrieben wurden.
1934 unternahm sie mit einer Gruppe von zehn Studenten eine botanische Sammelexpedition in den Südpazifik. Als das Geld knapp wurde, bat sie die Universität um einen Vorschuss von mehreren tausend Dollar, um die restlichen Kosten der Expedition zu decken, da sie voraussah, dass die Verkäufe von Exsiccatae den Vorschuss mehr als decken würden. Nach ihrer Rückkehr forderte die Universität sie auf, in den Ruhestand zu gehen. Tilden verließ die Universität und zog nach Lake Wales, Florida, wo sie die Golden Bough Community für pensionierte Akademiker gründete und sich dort dem Schreiben verschiedener Bücher und Artikel widmete.
Tilden starb 1957 im Alter von Jahren in Florida.
Ihre Schriften wurden an die University of Minnesota geschickt.
Im Laufe ihres Lebens verfasste sie über 50 wissenschaftliche Artikel, drei Bücher, zwei große Exsiccatae, Sammlungen konservierter biologischer Proben, mit über 100.000 Exemplaren von Süßwasser- und Meeresalgen und eine umfassende bibliografische Kartei über die Algen der Welt, die im Abonnement erhältlich war und 37.000 Einträge enthielt.
Galdieria partita ist eine Art einzelliger extremophiler Rotalgen, die in sauren Thermalquellen vorkommt. Sie wurde 1894 von Tilden im Yellowstone-Nationalpark entdeckt. Sie ist die einzige einzellige Rotalgenart, von der bekannt ist, dass sie sich geschlechtlich fortpflanzt (Stand Oktober 2022).
Tildenia ist eine Mottengattung aus der Familie der Gelechiidae, die 1926 von C.C. Kossinskaja zu Ehren Tildens benannt wurde.

## Veröffentlichungen (Auswahl)
- Minnesota Algae; Volume 1. Palala Press, 2018, ISBN 978-1-378-40666-3.
- Laboratory Notes And Directions In General Plant Morphology: Algae, Fungi, Lichens. Legare Street Press, 2022, ISBN 978-1-01-877427-5.
- Minnesota Algae V1: The Myxophyceae Of North America And Adjacent Regions (1910). Kessinger Publishing, 2010, ISBN 978-1-166-61721-9.